# Deutsche Rentenversicherung Saarland
Die Deutsche Rentenversicherung Saarland (ehemals Landesversicherungsanstalt für das Saarland) ist ein Regionalträger der Deutschen Rentenversicherung mit Sitz in Saarbrücken. Die Leistungen reichen von der individuellen Beratung in allen Rentenfragen bis hin zur medizinischen oder beruflichen Rehabilitation sowie der Berechnung und Auszahlung der Renten. Nach Geschäftsbericht 2018 waren 1.081.377 Versicherte und 160.271 Rentner verzeichnet.

## Geschichte
Vor dem Friedensvertrag von Versailles 1919 gab es keine verwaltungstechnische oder politische Einheit, die mit dem heutigen Saarland oder dem vormaligen Saargebiet (1920–1935) übereinstimmte. Das Land an der (mittleren) Saar mit seinen verschiedenen Territorien gehörte nach dem Zweiten Pariser Friedensschluss 1815 größtenteils zum Verband des Königreiches Preußen (Rheinprovinz), das Gebiet von Blieskastel, Homburg und St. Ingbert zum Königreich Bayern (Pfalz).
Als im Gebiet des Deutschen Reiches am 1. Januar 1891 die Landesversicherungsanstalten ihre Arbeit für die Invalidensicherung aufnahmen, war für den preußischen Teil des Landes an der Saar die „Landes-Versicherungs-Anstalt Rheinprovinz“ mit Sitz in Düsseldorf, für das bayerische (pfälzische) Gebiet die „Landes-Versicherungs-Anstalt Pfalz“ in Speyer zuständig.
Diese Verwaltungsaufteilung galt bis zum Ende des Ersten Weltkrieges. Nach dem Versailler Friedensvertrag wurde das Saargebiet von Deutschland abgetrennt und der Verwaltung des Völkerbundes unterstellt. Dies bedeutete eine Unterbrechung der Verbindungen mit den Landesversicherungsanstalten des Deutschen Reiches und machte die Errichtung einer eigenen Versicherungsanstalt erforderlich.

### Der Beginn
Aufgrund der „Verordnung betreffend Errichtung einer Versicherungsanstalt“ vom 14. Oktober 1921 begannen am 1. April 1922 fünf Beamte in den Räumen des Saarbrücker Schlosses mit dem Aufbau der Versicherungsanstalt des Saargebietes. Erste Aufgabe der neuen Landes-Versicherungs-Anstalt Saargebiet war die Durchführung der Weiterzahlung und Berechnung der Renten für die im Saarland wohnenden Rentenempfänger. Nach und nach wurde das Personal der Anstalt verstärkt und der Arbeitsbereich durch Einrichtung einer Beitragsabteilung, einer Heilverfahrensabteilung und einer Kassen-, Vermögens- und Darlehensabteilung erweitert.
In dieser Zeit war es für die Landes-Versicherungs-Anstalt nicht leicht, die ihr gestellten Aufgaben zu erfüllen. Sorge bereitete zunehmend die unzureichende rechtliche und finanzielle Grundlage zum Ausbau der gesetzlichen und freiwilligen Leistungen. Für die saarländische Sozialversicherung galt nach dem Versailler Vertrag das Recht, wie es bei Kriegsende in Kraft war. Während im Reichsgebiet die schwierige Nachkriegszeit, die Geldentwertung und die neue Rechtsanschauung fortgesetzt zu Änderungen der gesetzlichen Vorschriften führten, blieb es im Saarland bei den alten Bestimmungen. Die Unterschiede zwischen dem saarländischen Recht und dem deutschen Recht wurden dadurch immer größer und für die Versicherten an der Saar immer nachteiliger. Der erste Angleichungsversuch, das sogenannte „Frankfurter Abkommen“, brachte nicht den erhofften Erfolg. Erst die „Heidelberger Abrede“ zwischen der Regierungskommission des Saargebietes und der deutschen Reichsregierung über Angelegenheiten der Sozialversicherung vom 13. Oktober 1927 führte zu entscheidenden Verbesserungen. Sie bewirkte eine Angleichung des Rechts der saarländischen Sozialversicherung an das deutsche Recht und sicherte der Saar die finanzielle Unterstützung des Gesamtverbandes der deutschen Versicherungsträger zu. Die Landes-Versicherungs-Anstalt erhielt dadurch die Möglichkeit, gleiche Leistungen wie im Reichsgebiet zu gewähren, vorbeugende Gesundheitsfürsorge zu treiben und zur Beseitigung des großen Wohnungsbedarfs an der Saar beizutragen. Die Umrechnung der Renten im Sinne der Abrede begann mit Wirkung vom 1. November 1927. Insgesamt wurden der Anstalt bis zur Rückgliederung rund 55 Millionen Reichsmark überwiesen.

### 1920–1939
In den 1920er Jahren wuchsen Rentenbestand und Leistungen der Landes-Versicherungs-Anstalt rasch an. Der Rentenbestand der Anstalt, der 1923 mit rund 400 Invaliden-, Witwen- und Waisenrenten begann, stieg bis 1934 auf über 25.000 Renten an. An freiwilligen Leistungen betrug der Aufwand der Landesversicherungsanstalt mit Unterstützung der deutschen Versicherungsträger in der Zeit von 1927 bis 1934 jährlich durchschnittlich etwa 2 Millionen Franken (320.000 Reichsmark). Gleichzeitig wurden zur Förderung des Wohnungsbaus der Versicherten etwa 16 Millionen Reichsmark für den Bau von etwa 3.400 Wohnungen zur Verfügung gestellt. Ende 1934 betrug das Vermögen der Landesversicherungsanstalt 133 Millionen Franken (rund 22 Millionen Reichsmark).
Die Machtergreifung der Nationalsozialisten und die Rückkehr des Saargebietes zu Deutschland im Jahr 1935 hatten wesentliche organisatorische Änderungen zur Folge. Die Landes-Versicherungs-Anstalt Saargebiet wurde 1935 zur Landesversicherungsanstalt des Saarlandes und beschäftigte derzeit etwa 80 Beamte und Angestellte. Die Organe der demokratischen Selbstverwaltung wurden aufgehoben. Ihre Aufgaben und Befugnisse gingen auf den Leiter der Anstalt über, zu dessen Unterstützung ein Beirat gebildet wurde, der sich aus je drei Versicherten und „Betriebsführern“ sowie je einem Vertreter der Ärzte und der Gebietskörperschaft zusammensetzte. Die bis dahin in Personalunion mitgeführte Versicherungsanstalt für Angestellte wurde von der Reichsversicherungsanstalt für Angestellte in Berlin übernommen.
Eine Abteilung für Gemeinschaftsaufgaben der Krankenversicherung wurde neu eingerichtet und nahm am 1. April 1935 ihre Tätigkeit auf. Aufgaben dieser Abteilung waren der Betrieb von Heilstätten, Erholungs- und Genesungsheimen, die vorbeugende Gesundheitsfürsorge sowie die Beteiligung an Aufgaben der Bevölkerungs- und Gesundheitspolitik, die Regelung des Vertrauensärztlichen Dienstes, die gemeinsame Verwaltung der Rücklagen der Krankenkassen, die Verwaltung der Gemeinlast für den Bezirk der Landesversicherungsanstalt und die Prüfung der Krankenkassen und Kassenverbände. Nach der Währungsumstellung im Jahr 1935 stiegen die Beitragseinnahmen, die Leistungen konnten somit ausgebaut werden.

### Zweiter Weltkrieg
Zu Beginn des Zweiten Weltkriegs wurde die Landesversicherungsanstalt aufgrund der Kriegssituation verlegt. Die Unterlagen wurden nach Darmstadt gebracht, die Landesversicherungsanstalt in Diensträumen der Landesversicherungsanstalt Hessen und anderen Bürogebäuden untergebracht. Die Rückkehr nach Saarbrücken erfolgte im August 1940. Da die ursprünglichen Büros im Schlossgebäude für andere Zwecke beansprucht wurden, wurde die Hochschule für Lehrerbildung (früher Ludwigsgymnasium) in der Hohenzollernstraße zum neuen Dienstgebäude.
Die Landesversicherungsanstalt des Saarlandes und die Landesversicherungsanstalt Pfalz wurden im Jahr 1940 unter der Bezeichnung Landesversicherungsanstalt Saar-Pfalz mit Sitz in Saarbrücken zusammengelegt. Die Belegschaft wurde durch Beamte und Angestellte aus Speyer verstärkt. Schließlich wurde die Anstalt auf Grund einer Verordnung des Reichsarbeitsministers mit Wirkung vom 1. Januar 1942 unter der Bezeichnung Landesversicherungsanstalt Westmark auch Träger der Invalidenversicherung für das besetzte Gebiet Lothringen.
Das Verwaltungsgebäude in der Hohenzollernstraße brannte durch einen Fliegerangriff in der Nacht zum 29. Juli 1942 aus. Es konnte nur ein geringer Teil der Unterlagen und Akten gerettet werden. Die Anstalt wurde in einem ehemaligen Offizierskasino in Saarlouis untergebracht und nach notdürfiger Instandsetzung des ausgebrannten Verwaltungsgebäudes im Herbst 1943 wieder zurückverlegt. Nach einem erneuten Brand durch einen Großangriff in der Nacht zum 5. Oktober 1944 übersiedelte die Landesversicherungsanstalt Anfang November 1944 nach Speyer, wo die Verwaltungsarbeit bis zum Kriegsende fortgesetzt wurde.

### Ab 1945
Nach Kriegsende waren die Einrichtungen der Sozialversicherung nicht mehr in der Lage, ihre Aufgaben zu erfüllen, da die Gebäude und ein Großteil der Akten zerstört waren. Nach der Einstellung der laufenden Rentenzahlungen Ende März 1945 galt es, diese schnellstmöglich wieder aufzunehmen und Mittel für die Rentenleistungen zu beschaffen. Die Beitragseinnahmen waren gering, Vermögensrücklagen waren weitgehend verloren, da das Vermögen überwiegend in nun wertlosen Reichschatzanweisungen angelegt war.
Nach der Abtrennung des Saarlandes von Deutschland wenige Monate nach Kriegsende wurden auf Anordnung der französischen Militärregierung für das Saarland eigene, in der Tätigkeit auf das Saarland beschränkte Versicherungsträger installiert. In der Landesversicherungsanstalt für das Saarland wurden vom 1. Juli 1947 an die Renten-, Kranken- und Unfallversicherung für alle Versicherten des Saarlandes, mit Ausnahme der des Bergbaus und der Eisenbahnen, zusammengefasst. Außerdem wurde ihr die Durchführung der hüttenknappschaftlichen Pensionsversicherung übertragen. Durch Verordnung vom 20. September 1945 wurde die Landesversicherungsanstalt für das Saarland mit Sitz in Saarbrücken errichtet.
Von 1947 bis Ende 1952 war die Landesversicherungsanstalt auch Träger der Familienzulagenkasse. Zudem wurde sie Träger der Gemeinschaftsaufgaben der Krankenversicherung und bildete mit dem ebenfalls neu errichteten Gemeindeunfallversicherungsverband eine Verwaltungsgemeinschaft. Die Hauptverwaltung wurde im Gebäude der Saarhüttenknappschaft in der Großherzog-Friedrich-Straße, die übrigen Dienststellen im Hüttenkrankenhaus Saarbrücken-Burbach untergebracht. Im Mai 1947 wurden Büroräume im Kaufhaus Weinhold in der Bahnhofstraße gemietet, wo die Abteilungen der Anstalt wieder zusammengefasst wurden. Die Verwaltung wurde einem technischen Ausschuss übertragen.
Als Folge des allgemeinen Wirtschaftsaufschwungs nahm die Zahl der Beschäftigten und damit die Zahl der Versicherten stark zu. Bereits 1950 wurden 277.000 versicherte Arbeiter und Angestellten verzeichnet. Die auf der Reichsversicherungsordnung basierenden Bestimmungen wurden kontinuierlich durch neue Gesetze erweitert und ergänzt. Die Beiträge, Bemessungsgrenzen und Leistungen wurden infolge der fortschreitenden Preissteigerungen und schleichenden Geldentwertung im französischen und saarländischen Wirtschaftsgebiet immer wieder neu angepasst, zum Teil durch prozentuale Erhöhung, zum Teil durch Gewährung fester Zulagen.
Die zusätzlichen Leistungen im Bereich der Gesundheitsfürsorge wurden erweitert. So wurden die der Anstalt anvertrauten sechs Krankenhäuser sowie die Kinderheilstätte Kleinblittersdorf, die Lungenheilstätte Ludweiler und die Heilstätte Sonnenberg gebaut bzw. wieder aufgebaut. Zudem konnte durch die positive Entwicklung der Vermögenslage eine Gewährung von Hypothekendarlehen an die Versicherten zur Förderung des Wohnungsbaus im Saarland erfolgen.
Nach der Aufnahme des Saarlandes in den politischen Verband der Bundesrepublik Deutschland im Jahr 1957 änderten sich die gesetzlichen und finanziellen Grundlagen der Sozialversicherung sowie der organisatorische Aufbau der Landesversicherungsanstalt. 1957 erfolgte die Einführung der Rentenneuregelungsgesetze, die eine wesentliche Verbesserung der Rentenleistungen und ihre Anpassung an die dynamische Entwicklung der Arbeitseinkommen bewirkten. Ein Jahr später erhielt die Landesversicherungsanstalt wieder eine Selbstverwaltung. Eine neue Geschäftsführung wurde im Juni 1959 gewählt.
Die Anpassung der Organisation der Sozialversicherung im Saarland an die Verhältnisse in Deutschland erfolgte 1960. Die Zuständigkeit der Landesversicherungsanstalt wurde wieder auf die Rentenversicherung der Arbeiter, die Hüttenknappschaftliche Pensionsversicherung und auf die Gemeinschaftsaufgaben in der Krankenversicherung beschränkt. Für die Krankenversicherung wurde eine Allgemeine Ortskrankenkasse mit Sitz in Saarbrücken errichtet. Außerdem wurden Landeskrankenkassen, Innungskrankenkassen, Betriebskrankenkassen und Ersatzkassen zugelassen. Die Unfallversicherung übernahmen die im Bundesgebiet bestehenden Berufsgenossenschaften; im Saarland wurde außerdem eine landwirtschaftliche Berufsgenossenschaft und ein Gemeindeunfallversicherungsverband eingerichtet. Die Rentenversicherung der Angestellten ging wieder in die Zuständigkeit der Bundesversicherungsanstalt für Angestellte in Berlin über.
Die Landesversicherungsanstalt wurde in den folgenden Jahren weiter ausgebaut. So wurde zum Beispiel im Jahre 1966 die Einrichtung einer zentralen Auskunftsstelle beschlossen. Die technischen Standards der Datenverarbeitung im Bereich der Landesversicherungsanstalt wurden kontinuierlich weiterentwickelt und dem neusten Stand angepasst.
1976 wurde die Institution der gewählten ehrenamtlich tätigen „Versichertenältesten“ für den Bereich der LVA eingeführt. 1990 erfolgte der vom Gesetzgeber beschlossene Übergang des bisherigen Vertrauensärztlichen Dienstes (VÄD) der Landesversicherungsanstalt für das Saarland auf den Medizinischen Dienst der Krankenversicherung (MDK) im Saarland.